# Bärenschanze (metropolitana di Norimberga)
La stazione di Bärenschanze è una stazione della metropolitana di Norimberga, servita dalla linea U1.

## Storia
La stazione di Bärenschanze venne attivata il 20 settembre 1980, come capolinea provvisorio della tratta da Weißer Turm; rimase capolinea fino al 20 giugno dell'anno successivo, quando venne attivata la tratta seguente fino alla stazione di Eberhardshof.